# Tone (Somerset)
Tone – rzeka w Anglii, w hrabstwie Somerset. Swój początek bierze na wzgórzach Brendon Hills, przepływa przez Taunton i wpływa do rzeki Parrett. Od lat 70. XX wieku żeglowna na odcinku od Taunton do ujścia. Połączona z rzeką Parrett kanałem Bridgwater - Taunton.